# نادي مختبرات خان للأبحاث
نادي مختبرات خان للأبحاث لكرة القدم (بالإنجليزية: Khan Research Laboratories Football Club)‏ ويعرف أيضاً باسم KRL FC هو ناد كرة قدم باكستاني يتبع لمختبرات خان للأبحاث ويلعب في دوري باكستان الممتاز. يلعب الفريق مبارياته المنزلية على ملعب كي أر إل في راولبندي ويسع لجلوس 8,000 متفرج. تم تأسيسه في عام 1995.

## أدائه في بطولات الاتحاد الاتحاد الآسيوي
- كأس الكؤوس الآسيوية: مشاركة 1

2000/01: الدور الأول
- كأس رئيس الاتحاد الآسيوي:

2013: الوصيف

## الإنجازات
- دوري باكستان الممتاز: (5)

2009–10، 2011–12، 2012–13، 2013–14، 2018–19
- كأس باكستان الوطني لكرة القدم للتحدي: (6)

2009، 2010، 2011، 2012، 2015، 2016